# Такасаки (княжество)
Княжество Такасаки (яп. 高崎藩 Такасаки-хан) — феодальное княжество (хан) в Японии периода Эдо (1590—1871). Такасаки-хан располагался в провинции Кодзукэ (современная префектура Гумма) на острове Хонсю.

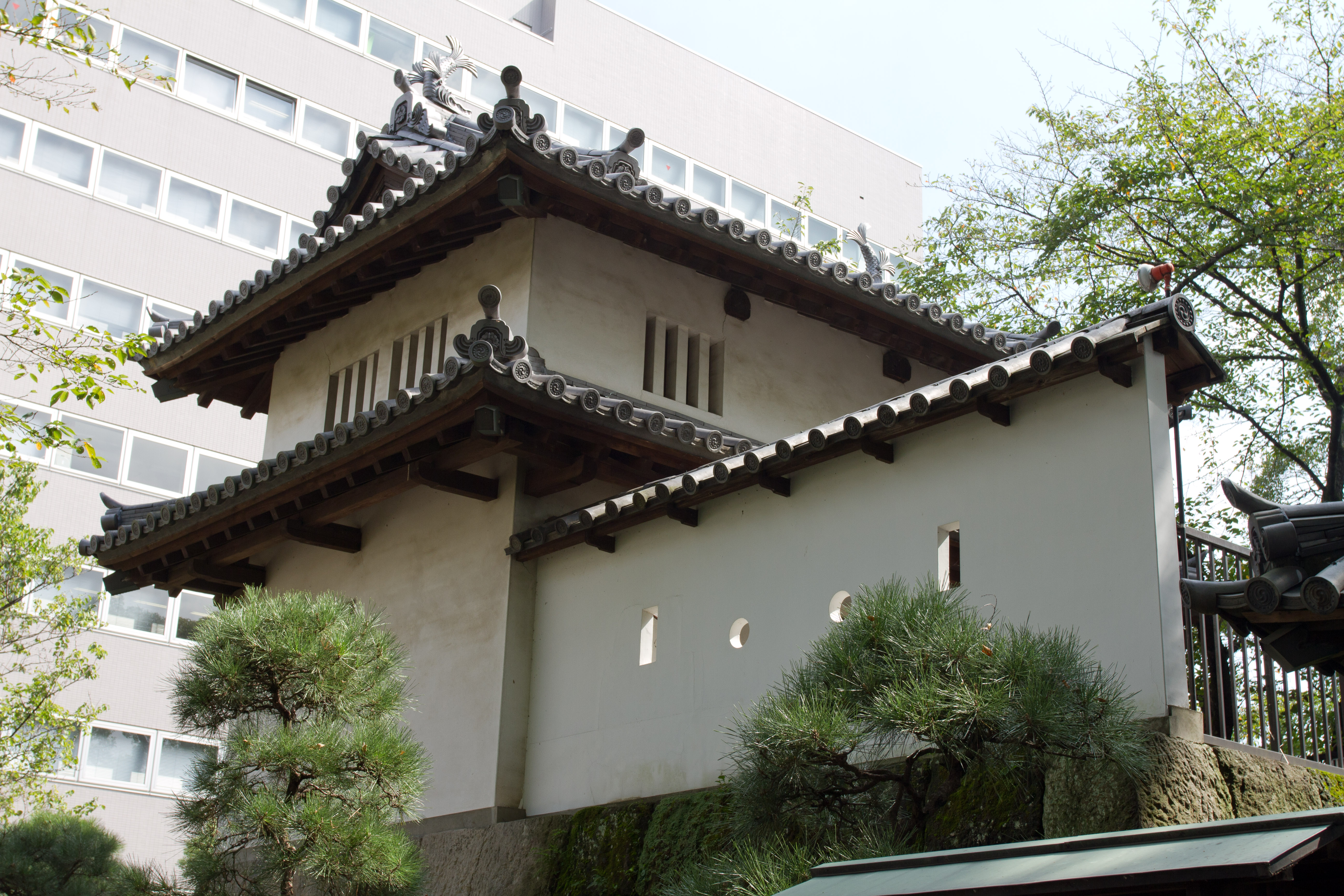
Уцелевшая ягура замка Такасаки, резиденции даймё Такасаки-хана

Административный центр хана: Замок Такасаки в провинции Кодзукэ (современный город Такасаки в провинции Гумма).

## История
В конце периода Хэйан область вокруг замка Такасаки контролировалась родом Вада. В период Муромати род Вада перешёл на службу к роду Уэсуги, который занимал должность канрэя региона Канто. В 1561 году Вада Нарисигэ, раздражённый назначением канрэем Канто Уэсуги Кэнсина, перешёл на сторону клана Такэда. Его сын, Вада Нобунори, перешёл на сторону клана Го-Ходзё из замка Одавара. Во время битвы при Одавара в 1590 году по приказу Тоётоми Хидэёси войско под командованием Уэсуги Кагэкацу и Маэда Тосииэ разрушили замок Вада.
После того, как в 1590 году Токугава Иэясу взял под свой контроль Канто, он назначил Ии Наомаса, одного из своих самых четырёх доверенных генералов, правителем замка Минова с доходом 120 000 коку риса. Тем не менее, в 1597 году по приказу Токугава Иэясу Ии Наомаса построил новый замок на месте разрушенного замка Вада, чтобы контролировать стратегический переход из Накасэндо в Микуни-Кайдо. В 1598 году Ии Наомаса переселился в новый замок, переименовав его в Такасаки, переселив туда всех жителей из замка Минова.
В 1600 году Ии Наомаса был переведён в Хиконэ-хан (провинция Оми) с доходом 180 000 коку. В 1604 году Такасаки-хан был передан Сакаи Иэцугу (1564—1618), который ранее правил в Усуи-хане (1590—1604). Его доход был понижен до 50 000 коку риса. В 1616 году Сакаи Иэцугу был переведён в Такада-хан в провинции Этиго (1616—1618).
В 1616—1617 годах Такасаки-ханом владел Мацудайра Иэнага (1562—1633), который ранее правил в Касама-хане (1612—1616). В следующем 1617 году он был переведён в Мацумото-хан. Затем в 1617—1619 годах княжеством управлял Мацудайра Нобуёси (1580—1620), 2-й даймё Цутиура-хана (1604—1617). В 1619 году его перевели в Сасаяма-хан (1619—1620).
В 1619 году в Такасаки-хан был переведён из Омигава-хана Андо Сигэнобу (1557—1621). В 1621—1657 годах правил его приёмный сын Андо Сигэнага (1600—1657), затем его сын, Андо Сигехиро (1640—1698), 3-й даймё Такасаки-хана (1657—1695). В 1695 году Андо Сигэхиро был переведён в Мацуяма-хан в провинции Биттю.
В 1695 году новым даймё Такасаки-хана был назначен Мацудайра Тэрусада (1665—1747), ранее правивший в Мибу-хане (1692—1695). В 1710 году он был переведён в Мураками-хан (1710—1717). Мацудайра также занимал ряд важных постов в правлением сёгунов Токугава Цунаёси и Токугава Иэнобу, доход домена был увеличен до 75 000 коку риса.
В 1710—1717 году Такасаки-ханом управлял Манабэ Акифуса (1666—1720), фаворит сёгуна Токугава Иэнобу. В 1717 году Манабэ Акифуса был переведён в Мураками-хан, откуда Мацудайра Тэрусада был вторично возвращён в Такасаки-хан. Его потомки управляли княжеством вплоть до Реставрации Мэйдзи.
В период Бакумацу отряды Такасаки-хана участвовали в подавлении восстания в провинции Мито (1864—1865). Последний даймё, Мацудайра Тэруна (1860—1871), по приказу сёгуната защищал замок Кофу во время Войны Босин.
В июле 1871 года после ликвидации Такасаки-хана на его территории была образована префектура Такасаки, которая позднее стала частью современной префектуры Гумма.
По переписи 1870 года в княжестве Такасаки проживало 3 654 самурая и существовало 916 домохозяйств.

## Список даймё
| #                                      | Имя и годы жизни                               | Годы правления | Титул                                   | Ранг                         | Кокудара              |
| -------------------------------------- | ---------------------------------------------- | -------------- | --------------------------------------- | ---------------------------- | --------------------- |
| Род Ии (фудай) 1590—1600               |                                                |                |                                         |                              |                       |
| 1                                      | Ии Наомаса (1561-1602) (яп. 井伊直政)          | 1590-1600      | Хёбу-Сё (兵部少輔)                      | Четвёртый нижний (従四 位下) | 120 000 коку          |
| Род Сакаи (фудай) 1600—1616            |                                                |                |                                         |                              |                       |
| 1                                      | Сакаи Иэцугу (1564-1618) (яп. 酒井家次)        | 1600-1616      | Саимон-но-дзё (左衛門尉)                | Пятый нижний (従五位下)      | 50 000 коку           |
| Род Тода-Мацудайра (фудай) 1616—1617   |                                                |                |                                         |                              |                       |
| 1                                      | Мацудайра Иэнага (1562-1633) (яп. 松平康長)    | 1616-1618      | Танго-но-ками(丹後守)                   | Пятый нижний (従四位下)      | 20 000 коку           |
| Род Фудзии-Мацудайра (фудай) 1617—1619 |                                                |                |                                         |                              |                       |
| 1                                      | Мацудайра Нобуёси (1580-1620) (яп. 松平信吉)   | 1617-1619      | Ава-но-кми (安房守)                     | Пятый нижний (従五位下)      | 50 000 коку           |
| Род Андо (фудай) 1619—1695             |                                                |                |                                         |                              |                       |
| 1                                      | Андо Сигэнобу (1557-1621) (яп. 安藤重信)       | 1619-1621      | Цусима-но-ками (対馬守)                 | Пятый нижний (従五位下)      | 56 000 коку           |
| 2                                      | Андо Сигэнана (1600-1657) (яп. 安藤重長)       | 1621-1657      | Сакё-син (右京進)                       | Пятый нижний (従五位下)      | 56 000 коку           |
| 3                                      | Андо Сигэхиро (1640-1698) (яп. 安藤重博)       | 1657-1695      | Цусима-но-ками (対馬守)                 | Пятый нижний (従五位下)      | 56 000 коку           |
| Род Окоти-Мацудайра (фудай) 1695—1695  |                                                |                |                                         |                              |                       |
| 1                                      | Мацудайра Тэрусада (1665-1747) (яп. 松平 輝貞) | 1695-1710      | Укон-э-но-сёгэн (右近将監)；Jijū (侍従) | Четвёртый нижний (従四位下)  | 52 000 ->72 000 коку  |
| Род Манабэ (фудай) 1710—1717           |                                                |                |                                         |                              |                       |
| 1                                      | Манабэ Акифуса (1666-1720) (яп. 間部詮房)      | 1715-1717      | Этидзэн-но-ками (越前守)                | Четвёртый нижний (従四位下)  | 10 000 коку           |
| Род Окоти-Мацудайра (фудай) 1717—1871  |                                                |                |                                         |                              |                       |
| 1                                      | Мацудайра Тэрусада (1665-1747) (яп. 松平輝貞)  | 1717-1745      | Ukyō-no-daibu (右京大夫); Jijū (侍従)   | Lower 4th (従四位下)         | 52 000 -> 72 000 коку |
| 2                                      | Мацудайра Тэрунори (1682-1756) (яп. 松平輝規)  | 1745-1749      | Укё-но-дайбу (右京大夫)                 | Четвёртый нижний (従四位下)  | 72 000 коку           |
| 3                                      | Мацудайра Тэрутака (1725-1781) (яп. 松平輝高)  | 1749-1781      | Укё-но-дайбу (右京大夫)                 | Четвёртый нижний (従四位下)  | 72 000 -> 82 000 коку |
| 4                                      | Мацудайра Тэруясу (1750-1800) (яп. 松平輝和)   | 1781-1800      | Мино-но-ками (美濃守)                   | Четвёртый нижний (従四位下)  | 82 000 коку           |
| 5                                      | Мацудайра Тэрунобу (1776-1825) (яп. 松平輝延)  | 1800-1825      | Укё-но-дайбу (右京大夫); Jijū (侍従)    | Четвёртый нижний (従四位下)  | 82 000 коку           |
| 6                                      | Мацудайра Тэруёси (1817-1839) (яп. 松平輝承)   | 1800-1839      | Укё-но-сукэ (右京亮)                    | Пятый нижний (従五位下)      | 82 000 коку           |
| 7                                      | Мацудайра Тэруакира (1820-1840) (яп. 松平輝徳) | 1839-1840      | Укё-но-сукэ (右京亮)                    | Пятый нижний (従五位下)      | 82 000 коку           |
| 8                                      | Мацудайра Тэрумити (1822-1862) (яп. 松平輝充)  | 1840-1846      | Укё-но-сукэ (右京亮)                    | Пятый нижний (従五位下)      | 82 000 коку           |
| 9                                      | Мацудайра Тэрутоси (1827-1860) (яп. 松平輝聡)  | 1847-1860      | Укё-но-сукэ (右京亮)                    | Пятый нижний (従五位下)      | 82 000 коку           |
| 10                                     | Мацудайра Тэруна (1848-1882) (яп. 松平輝聲)    | 1860-1871      | Укё-но-сукэ (右京亮)                    | Пятый нижний (従五位下)      | 82 000 коку           |